# Bojadła
Bojadła (deutsch Boyadel) ist ein Ort mit etwa 3300 Einwohnern in der Landgemeinde Bojadła im Powiat Zielonogórski der Woiwodschaft Lebus in Polen. Es liegt etwa 25 Kilometer östlich vont Zielona Góra (Grünberg).

## Geschichte

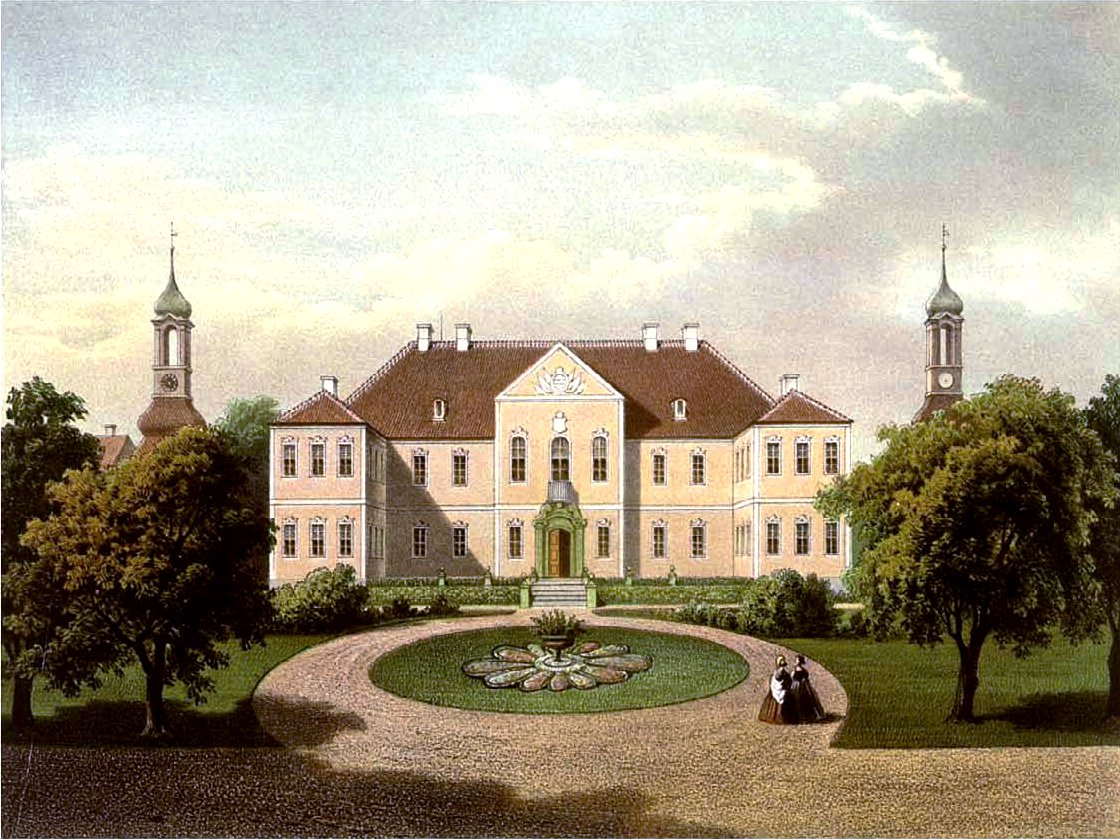
Schloss Boyadel um 1861/62, Sammlung Alexander Duncker

Das Gemeindegebiet zählte bis 1945 zum Landkreis Grünberg.
Bekannt war in Boyadel die aus bunten Mustern getragene Festtracht der Männer (mit Zylinderhut) und Frauen (Purrhaube genannt).

## Gemeinde
Zur Landgemeinde Bojadła gehören eine Reihe von Dörfern mit Schulzenämtern.

## Sehenswürdigkeiten

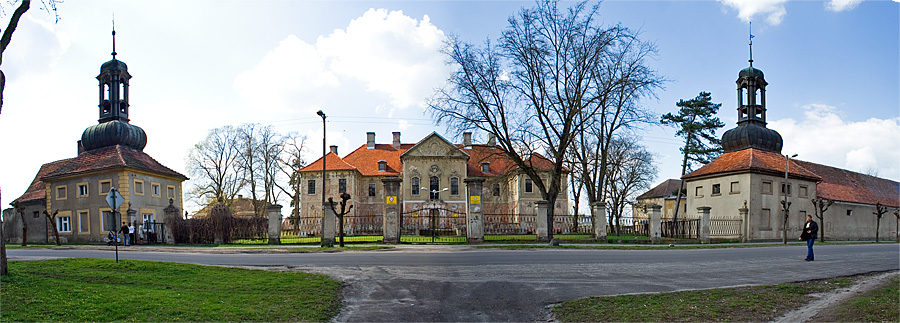
Schloss Boyadel/Bojadła

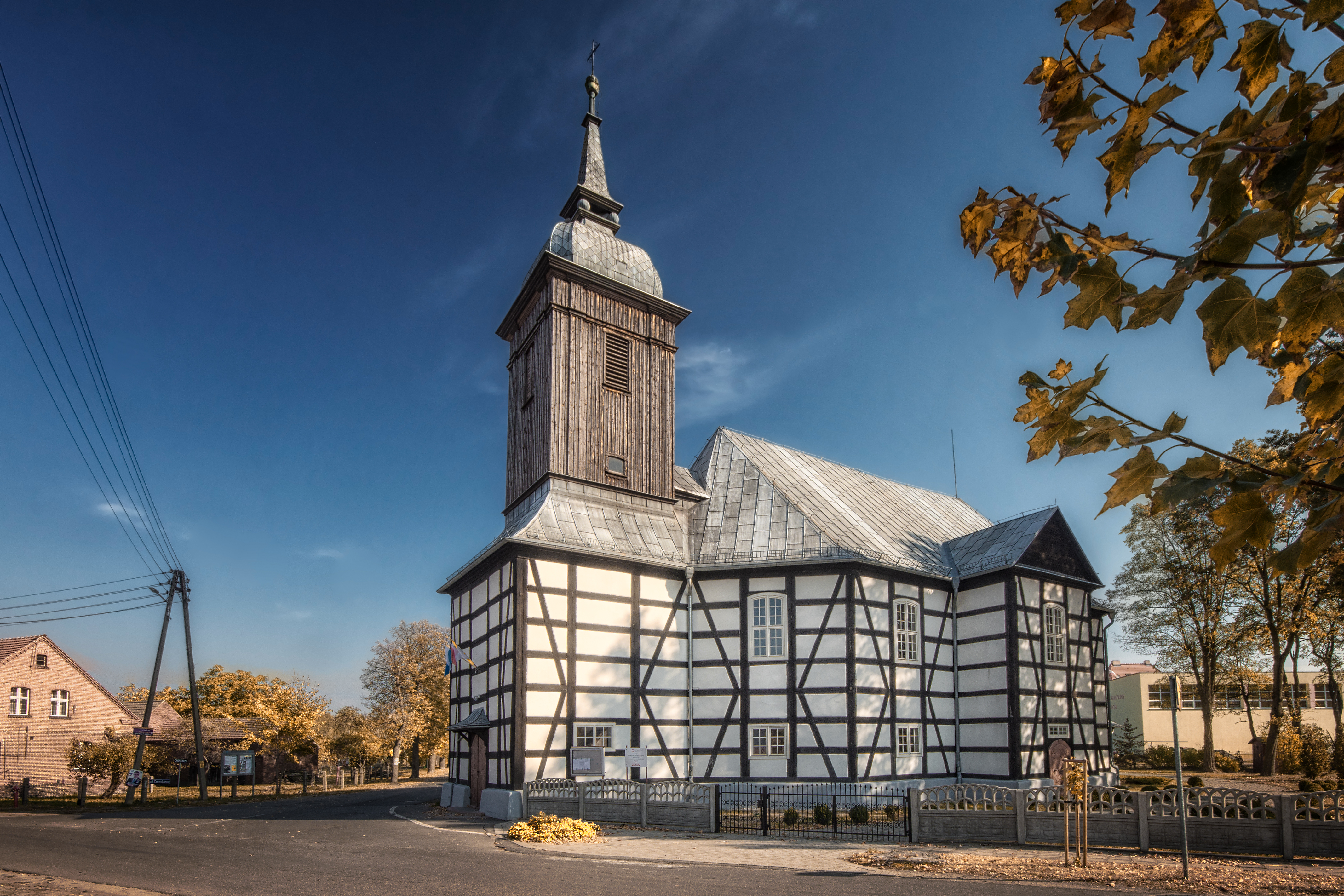
Fachwerk-Kirche Therese von Lisieux

- Schloss Boyadel: Adam Wenzel von Kottwitz erwarb 1680 die Boyadler Güter von den Glogauer Jesuiten. Das erste Schloss wurde im Jahre 1707 erbaut, das 1731 abbrannte. Der spätbarocke Neubau des jetzigen Schlosses erfolgte 1734 für David Heinrich von Kottwitz. Im Ballsaal im Obergeschoss befinden sich zwei steinerne spätbarocke Kamine. Die beiden zweistöckigen Turmhäusern links und rechts vor der Hauptfassade mit Zwiebelturm|Zwiebeltürmen und hohen Laternen wurden etwas später ergänzt. Gegenüber liegt ein ursprünglich geometrischer Landschaftspark. Die letzten Besitzer waren Reinhard von Scheffel-Boyadel und dann dessen Sohn Adolf von Scheffer-Boyadel ff.[1]
- Die Römisch-katholische Fachwerk-Kirche mit dem Patrozinium Therese vom Kinde Jesu (Kościół św. Teresy od Dzieciątka Jezus) mit Schrotholzturm wurde 1757–1759 als Bethauskirche von Adam Heinrich von Kottwitz gestiftet; der Turm wurde 1793 nach Entwurf von Christian Valentin Schultze dazugefügt. Die Inneneinrichtung ist teilweise im Rokokostil gehalten. Die farbigen Glasfenster wurden von 1907 bis 1912 geschaffen. Seit der Reformation bis zum Übergang an Polen 1945 diente die Kirche als evangelisches Gotteshaus.